# Patrik Dömötör
Patrik Dömötör (* 13. Dezember 2000) ist ein slowakischer Sprinter und Hürdenläufer, der sich auf die 400-Meter-Distanz spezialisiert hat.

## Sportliche Laufbahn
Erste internationale Erfahrungen sammelte Patrik Dömötör im Jahr 2019, als er bei den U20-Europameisterschaften in Borås im 400-Meter-Lauf mit 52,44 s im Halbfinale ausschied. Bei den World Athletics Relays 2021 im polnischen Chorzów belegte er in 3:54,01 min gemeinsam mit Daniela Ledecká den sechsten Platz in der 2 × 2 × 400 m Staffel. Anschließend gelangte er bei den U23-Europameisterschaften in Tallinn bis ins Halbfinale über 400 m Hürden, in dem er mit 51,75 s ausschied und mit der 4-mal-400-Meter-Staffel wurde er im Vorlauf disqualifiziert. Im Jahr darauf startete er mit der Staffel bei den Hallenweltmeisterschaften in Belgrad und verpasste dort mit 3:09,79 min den Finaleinzug und auch bei den Europameisterschaften in München mit 3:06,98 min kam er nicht über den Vorlauf hinaus. 2023 wurde er bei der 2. Liga der Team-Europameisterschaft im Rahmen der Europaspiele in Chorzów in 3:19,84 min Zweiter im B-Lauf in der Mixed-Staffel. Im Jahr darauf verpasste er bei den Hallenweltmeisterschaften in Glasgow mit 3:09,21 min den Finaleinzug mit der Männerstaffel. Im Juni schied er bei den Europameisterschaften in Rom mit 51,16 s im Vorlauf über 400 m Hürden aus. 2025 kam er bei den Hallenweltmeisterschaften in Nanjing mit 47,15 s nicht über die Vorrunde über 400 Meter hinaus. Zuvor verbesserte er den slowakischen Hallenrekord in Birmingham auf 46,61 s. Ende Juni wurde er bei der 2. Liga der Team-Europameisterschaft in Marburg in 49,61 s Erster über 400 m Hürden und mit der Mixed-Staffel in 3:14,05 min Zweiter hinter dem norwegischen Team. Daraufhin gewann er bei den World University Games in Bochum in 49,45 s die Bronzemedaille im Hürdenlauf hinter dem Türken Berke Akçam und Ryan Matulonis aus den Vereinigten Staaten.
In den Jahren 2023 und 2024 wurde Dömötör slowakischer Meister im 400-Meter-Hürdenlauf sowie 2019 und 2020 sowie 2022, 2024 und 2025 Hallenmeister im 400-Meter-Lauf sowie 2022 und 2025 auch in der 4-mal-400-Meter-Staffel. Zudem siegte er 2021 in der 4-mal-400-Meter-Staffel im Freien.

## Persönliche Bestleistungen
- 400 Meter: 46,70 s, 30. Juni 2024 in Banská Bystrica
  - 400 Meter (Halle): 46,61 s, 15. Februar 2025 in Birmingham (slowakischer Rekord)
- 400 m Hürden: 49,24 s, 24. Juni 2025 in Ostrava